# Gabriella O’Grady
Gabriella O’Grady (* 18. Februar 1997) ist eine australische Leichtathletin, die im Sprint antritt und sich auf die 400-Meter-Distanz spezialisiert hat.

## Sportliche Laufbahn
Erste internationale Erfahrungen sammelte Gabriella O’Grady 2016 bei den U20-Weltmeisterschaften in Bydgoszcz, bei denen sie über 400 Meter bis in das Halbfinale gelangte, dort ihren Lauf aber nicht beenden konnte. Zudem kam sie in der australischen 4-mal-100-Meter-Staffel im Vorlauf zum Einsatz. Im Jahr darauf nahm sie erstmals an der Sommer-Universiade in Taipeh teil und belegte dort in 45,15 s den fünften Platz mit der 4-mal-100-Meter-Staffel und in 3:41,08 min auch mit der 4-mal-400-Meter-Staffel. Zwei Jahre später wurde sie bei den Studentenweltspielen in Neapel in 52,27 s Siebte. Zudem gewann sie mit der Staffel in 3:34,01 min die Bronzemedaille hinter der Ukraine und Mexiko.
2017 wurde O’Grady australische Meisterin in der 4-mal-100-Meter-Staffel.

## Persönliche Bestleistungen
- 400 Meter: 51,87 s, 9. Juli 2019 in Neapel